# De Studerendes Idræt Odense
De Studerendes Idræt Odense (DSIO) er en idrætsforening i Odense, som primært har til formål at give studerende i Odense mulighed for at dyrke idræt til en rimelig pris, men klubben optager både studerende og ikke-studerende som medlemmer. DSIO har følgende sportsgrene og aktiviteter på programmet: badminton, basketball, floorball, fodbold, friluftsliv, gymnastik, håndbold og volleyball.
Foreningen er stiftet den 24. november 1971.